# Echinopterys
Echinopterys är ett släkte av tvåhjärtbladiga växter. Echinopterys ingår i familjen Malpighiaceae.
Kladogram enligt Catalogue of Life:
| Echinopterys | \| \| Echinopterys eglandulosa \| \| \| \| \| \| Echinopterys setosa \| \| \| \| |
|              | \| \| Echinopterys eglandulosa \| \| \| \| \| \| Echinopterys setosa \| \| \| \| |
|              | Echinopterys eglandulosa                                                         |
|              |                                                                                  |
|              | Echinopterys setosa                                                              |
|              |                                                                                  |